# The Black Heart
The Black Heart är musikgruppen EP's Trailer Parks första EP, utgiven 2009.

## Låtlista
1. "Black Heart" - 3:27
2. "Don't Say Goodbye" - 2:53
3. "Countryside" - 2:46
4. "U.F.O's" - 5:24
5. "Black Heart (Naked Version)" - 3:32

### Fotnoter
1. ↑  ”The Black Heart”. Itunes. http://itunes.apple.com/se/album/black-heart-ep/id336105631. Läst 18 maj 2012.